# Jean-Michel Vernochet
Jean-Michel Vernochet, né le 6 septembre 1947 à Paris, est un géopolitologue, journaliste et essayiste français d'extrême droite.

## Biographie

### Famille et formation
Il est le petit-fils de Léon Vernochet, l'un des membres fondateurs du Parti communiste français (PCF), avec la scission de la CGTU le 25 décembre 1920 au congrès de Tours, engagement auquel il renoncera après plusieurs séjours en Union soviétique. Il est le petit-fils du Dr Paul Camus, médecin des pauvres, exerçant rue de la République aux Lilas (93).

### Cursus professionnel
De 1976 à 1985, Jean-Michel Vernochet effectue une mission au Liberia pour le compte du Bureau pour le développement de la production agricole. Il est ensuite sous contrat à la division Organisation et Méthodes Informatiques (DOMI) du ministère de la Santé et des Affaires sociales, puis mis à disposition du Commissariat au plan de la République tunisienne pour la réforme du système de santé en Tunisie centrale (gouvernorat de Kasserine). Enfin, il est chargé de la planification en milieu rural à la direction générale de la Santé.
En 1977, il fonde à Paris l’association humanitaire loi 1901 « Terre Future », à travers laquelle il milite pour la cause environnementale et animale.
À partir de 1985 et jusqu'en 1995, parallèlement à une importante activité de communication et d’information (dans la presse écrite depuis 1979), il est chargé de mission au secrétariat général du gouvernement, services du Premier ministre. Il est par la suite, successivement, responsable des Affaires francophones et des Relations internationales au Commissariat général de la langue française, puis responsable de la communication à l'Institut international d'administration publique (IIAP). Il sera aussi directeur des publications du Centre des hautes études sur l'Afrique et l'Asie modernes (CHEAM). 
À la même époque, il enseigne à l’École supérieure de journalisme de Paris (ESJ). Ses cours portent sur les manipulations de l'information et le détournement des grands médias dans le cadre de « politiques étatiques » de désinformation, un enseignement qui à l'époque, à la charnière des années 1990, apparaît comme particulièrement original dans les écoles de journalisme. Il collabore à différents supports de presse spécialisée, ainsi la revue Politique étrangère de l'Institut français des relations internationales (IFRI). Il anime aussi, sous le pseudonyme de « Denys Rousselot », une émission hebdomadaire intitulée le Libre journal de Denys Rousselot, qui connut un vif succès sur le media d'extrême droite Radio Courtoisie entre 1988 et 1993.
Après 1995, il est journaliste rédacteur au Figaro Magazine et collabore à de nombreux supports, parmi lesquels Le Spectacle du Monde, La Vie, VSD, Arabie, le Courrier de Genève, revue Géostratégie,,, Armée d'aujourd'hui, Politique Internationale et L'Écho-Magazine (Genève). Il collabore aussi aux Agences internationales « European Press Network » et « Pixplanete ».
Il collabore, depuis 2008, avec le site conspirationniste d'extrême droite Geopolintel, auquel il contribue régulièrement, ainsi qu'à l'hebdomadaire d'extrême droite Rivarol, sous le nom de plume de Léon Camus, et pour le site antisémite d'Alain Soral, Égalité et Réconciliation.

### Formations
- Maîtrise spécialisée d'ethnographie - Sorbonne.
- Diplôme d'études approfondies en droit international du développement - Université Paris IV René Descartes[pas clair]
- Diplômé d'études approfondies en philosophie - Université Paris I Sorbonne
- Diplômé d'études approfondies en ethnologie - Université Paris VII Sorbonne
- Ancien élève de l'École nationale des langues orientales vivantes (ENLOV) et de l'École des hautes études en sciences sociales (HESS)
- Vacations de recherche au laboratoire d'anthropologie sociale du Collège de France.

### Positions
À la suite du refus franco-hollandais du projet de constitution européenne, Jean-Michel Vernochet va consacrer une partie de son activité à scruter l'édification de ce qu'il juge être une nouvelle tour de Babel juridique et institutionnelle. Ainsi, il réunit dans un ouvrage collectif, intitulé Manifeste pour une Europe des peuples et consacré à la construction européenne, dix-sept auteurs – juristes, économistes, philosophes, hommes politiques et officiers militaires (Maurice Allais, Philippe Arondel, Robert Charvin, Christophe Beaudoin, Nicolas Dupont-Aignan, Pierre Marie Gallois, Olivier Gohin, Pierre Hillard, Édouard Husson, Pascal Laigneau, Pierre Leconte, Anne-Marie Le Pourhiet, François Morvan, Jacques Myard, Henri Paris, François Vienne) - qui ont voté « non » au référendum du 29 mai 2005 sur la Constitution européenne.
Cet ouvrage collectif, ainsi que Europe, chronique d'une mort annoncée (2009) de Jean-Michel Vernochet, ont été précurseurs au regard de l'évolution de l'Union européenne et de la crise économique qui frappe le Continent et dont l'euro serait la cause principale[réf. nécessaire].  
Maria Poumier, universitaire d'extrême droite, quant à elle, se félicite dans un article
que ce livre soit : « un bréviaire utile. Jean-Michel Vernochet a su réunir les auteurs compétents, les données fondamentales (les notes du dernier chapitre sont une mine), les thèmes qui font l’assentiment des gens honnêtes contre les bonimenteurs serviles ; et il trouve, dans son chapitre de conclusion, les formules et les mots de bon aloi, qui font faire des bonds à la réflexion. Mais pour ressusciter la morte Europe, il faut un amour plus violent de la justice ».
Selon Conspiracy Watch, il fait partie de « la galaxie Dieudonné » qui participe à la « conférence sur l'hollywoodisme » organisée en 2013 par le régime iranien.
Fin 2021, il se rend en Syrie avec plusieurs personnes accusées de faire de la propagande pour le régime syrien dont Pierre-Emmanuel Thomann, enseignant à l’ISSEP, école fondée par Marion Maréchal ; Yves Béraud, général de l’armée de terre à la retraite ; Maria Poumier, universitaire négationniste, Claude Janvier, auteur covidosceptique  enfin Emmanuel Leroy, ancien conseiller géopolitique de Marine Le Pen et président de l’Institut 1717 pour « une nouvelle alliance franco-russe », à l'invitation de l'auteur syrien et propagandiste du régime Adnan Azzam,,.

### Controverses
La publication en juin 2003 de L’Islam révolutionnaire, qui retrace le parcours idéologique du terroriste Ilich Ramírez Sánchez dit « Carlos », a aussitôt suscité une sourde levée de boucliers, essentiellement de la part de ceux qui n’ont pas vu l’intérêt immédiat d’analyser et d’approfondir les mutations à l’œuvre dans les relations Nord-Sud.
Certains universitaires, notamment israéliens, ont en revanche partagé cet intérêt pour les ressorts idéologico-psychologiques qui sous-tendent ce que certains nomment aujourd’hui, le « choc des civilisations »,.
Jean-François Mayer écrira à propos de L’Islam révolutionnaire : « Ce document présente un réel intérêt, même si l'auteur tente de retrouver un rôle qu'il n'a plus ». Yolène Dilas-Rocherieux quant à elle, écrira dans un article paru dans le Débat, n° 128 : « D’aucuns se sont offusqués de la parution du livre d’Ilich Ramirez Sanchez, alias Carlos, terroriste international arrêté en 1994, aujourd’hui détenu à la centrale de haute sécurité de Saint-Maur-Bel Air. Si cette indignation est toute légitime de la part des victimes d’un meurtrier sans état d’âme, elle ne doit pourtant pas masquer l’intérêt de cet essai-témoignage, deux cent cinquante pages révélatrices de l’état d’esprit d’une nouvelle catégorie de révolutionnaires et de la montée d’un mouvement totalitaire propre au XXIe siècle, articulé entre idéologie marxiste-léniniste et principes de l’islam radical : "L’islam et le marxisme-léninisme sont les deux écoles dans lesquelles j’ai puisé le meilleur de mes analyses" ».
En 2016, Philippe Baillet le qualifie de « conspirationniste islamophile » et de prétendu « expert en rapprochements délirants ». Vernochet ferait « régulièrement les poubelles de l'Internet pour livrer chaque semaine à la frange conspirationniste du lectorat de l’hebdomadaire Rivarol son indispensable ration d'informations totalement invérifiées et totalement invérifiables, mais toujours conformes à l'axiome : Les Juifs et la CIA contrôlent tout et manipulent tout ». 
Le 21 avril 2018, Jean-Michel Vernochet est invité à participer à un colloque intitulé « Où va la Russie ? », organisé par l'Académie de géopolitique de Paris à l'université Paris-Diderot. Le colloque est toutefois annulé à la suite de pressions et du désistement de Georges Kuzmanovic, un conseiller de Jean-Luc Mélenchon en relations internationales. 

### Engagement politique
Il est candidat aux élections législatives de juin 2012 dans la circonscription d'Amérique du Nord avec le Rassemblement pour l'Initiative Citoyenne (RIC).
En 2016, il devient l'un des principaux conseillers du parti d'extrême droite Civitas, avec Anne Brassié, Thierry Bouzard et Marion Sigaut.

## Ouvrages
- La mémoire de l'oubli, Recueil d'aphorismes. Éditions Lettres du Monde, 1987  (Denys Rousselot).
- Solstice, Fragments II. Recueil d'aphorismes. Éditions Lettres du Monde, 1993 (Denys Rousselot).
- L'Islam révolutionnaire, Analyses géopolitiques avec Ilich R. Sanchez, Éditions du Rocher, 2002.
- Vivre au Soudan aujourd'hui, Ed. Temps des cerises, 2005, avec L'Appel franco-arabe  (ISBN 9782841095759)
- Le chemin de Damas: l'avenir d'un peuple, Ed. Temps des cerises, 2007, avec L'Appel franco-arabe  (ISBN 9782841096640).
- Manifeste pour une Europe des peuples, Collectif sous la direction de J.M. Vernochet. Éditions du Rouvres, 2007.
- Europe, chronique d'une mort annoncée, Éditions de l’Infini, 2009.
- Crise, krach, collapsus, tome 2. Du krach économique et monétaire au chaos écologique et sanitaire, avec David Mascré.L'Infini 2010.
- Crise, krach, collapsus, tome 3. Le retour des grands fléaux avec David Mascré. Éditions de l'Infini 2010.
- Le 11 septembre n'a pas eu lieuÉditions Le retour aux sources(Ouvrage collectif) 2011
- Iran, la destruction nécessaire Éditions Xenia novembre 2012.
- Printemps et automnes arabes. De la révolution à la guerre. Éditions de l'Infini mars 2013.
- Les « Égarés » Le Wahhabisme est-il un contre Islam ? Éditions Sigest septembre 2013.
- UKRAINE : l'Engrenage. Sigest mai 2014.
- UKRAINE : l'Escalade. Sigest novembre 2014.
- Retour de flamme. Les banlieues de Damas, matrice du terrorisme qui frappe l’Occident. Sigest septembre 2016.
- Les fiancés de la mort et les stratèges de la terreur globale. Sigest février 2017.
- La guerre civile froide. La théogonie républicaine de Robespierre à Macron, Éditions Le Retour aux sources, octobre 2017.
- L'Imposture. La destruction programmée de l'État souverain. Éditions Kontre Kulture mai 2018.
- En l'An 68, Trublions, enragés & messianiques ouvrent le bal du Diable sous l’enseigne de la postmodernité. Sigest, aout 2018.
- Les Gilets Jaunes… l'insurrection civique - Les racines de la colère. Apopsix janvier 2019  (ISBN 978-2-3597-9174-7).
- La France en flammes… Des Gilets Jaunes à Notre-Dame de l'Apocalypse. Les Cimes septembre 2019.
- COVID-19 Chronique d'une pandémie : Le gouvernement de la peur[23]. Le Retour aux Source avril 2020  (ISBN 9781913057657).
- La Débâcle… Guerres oligarchiques contre les peuples. Le Retour aux sources août 2020.
- Post Covid-2.0… Déconfinement à rebours et muselière pour tous. Le Retour aux sources août 2020.
- Retour de flamme en Syrie: Chroniques de cinq années de guerre coalisée contre la République arabe syrienne. Rééd. Dualpha sept.  2020.
- L'empire du mensonge et les nouvelles dictatures. Les Cimes juillet 2021.
- Ukraine les enjeux. Préface du capitaine Arthur d'Eullyl. Rééd.  Dualpha juillet 2021.
- Imposture et Trahison. Macron & Cie. Dualpha Juillet 2022.
- La désinformation autour de l'écologie - Collectif - Dualpha 2024

## Filmographie
- 2001 : Auteur-Réalisateur du Film documentaire Afghanistan mon amour, Production Éric Ellena - Yadé Films[24].